# Attiguéhi
Attiguéhi est une localité du Sud-Est de la Côte d'Ivoire, et appartenant au département de Tiassalé, dans la région des Lagunes. La localité d'Attiguéhi est un chef-lieu de commune.